# Rachel Nichols

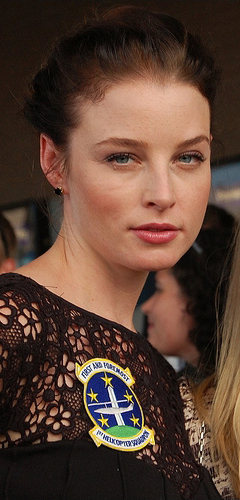
Rachel Nichols op de première van G.I. Joe: The Rise of Cobra in Tokio in juli 2009.

Rachel Emily Nichols (Augusta, 8 januari 1980) is een Amerikaans actrice. Ze maakte in 2000 haar filmdebuut met een naamloos rolletje als model aan de bar in Autumn in New York.
Nichols heeft behalve films ook diverse rollen in televisieseries op haar naam staan. Zo speelde ze dertien afleveringen Special Agent Rebecca Locke in The Inside. Van 2005 tot en met 2006 verscheen ze als CIA-agente Rachel Gibson in zeventien afleveringen van het laatste seizoen van Alias. In 2010 en 2011 was ze ook te zien in de serie Criminal Minds, als Ashley Seaver. Tussen 2012 en 2015 speelde ze de hoofdrol in de serie Continuum als CPS-agente Kiera Cameron.
Nichols is ook te zien in de videoclips All About Loving You en Misunderstood van Bon Jovi.

## Filmografie
*Exclusief televisiefilms
| - After Party (2017) - Inside (2016) - Pandemic (2016) - Tokarev (2014) - McCanick (2013) - Raze (2013) - Alex Cross (2012) - A Bird of the Air (2011) - Conan the Barbarian (2011) - Meskada (2010) - For Sale by Owner (2009) - G.I. Joe: The Rise of Cobra (2009) - Star Trek (2009) | - The Sisterhood of the Traveling Pants 2 (2008) - Charlie Wilson's War (2007) - P2 (2007) - Resurrecting the Champ (2007) - The Woods (2006) - Shopgirl (2005) - The Amityville Horror (2005) - Debating Robert Lee (2004) - Dumb and Dumberer: When Harry Met Lloyd (2003) - Autumn in New York (2000) |

## Televisieseries
*Exclusief eenmalige verschijningen
- Titans - Angela Azarath (2018 - nu, nog steeds lopend)
- The Librarians - Nicole Noone (2017-2018, vier afleveringen)
- Chicago Fire - Jamie Killian (2015, zes afl.)
- Rush - Corrinne Rush (2014, vier afleveringen)
- Continuum (2012-2015, 42 afleveringen)
- Criminal Minds - Ashley Seaver (2010-2011, 13 afleveringen)
- Alias - Rachel Gibson (2005-2006, 17 afleveringen)
- The Inside - Rebecca Locke (2005-2006, 13 afleveringen)

- Biblioteca Nacional de España: XX4928610
- Bibliothèque nationale de France: cb15879457x (data)
- Gemeinsame Normdatei: 1147797196
- International Standard Name Identifier: 0000 0001 1617 4716
- Library of Congress Control Number: no2008123996
- Nederlandse Thesaurus van Auteursnamen: 375918612
- Système universitaire de documentation: 183921437
- Virtual International Authority File: 34277143
- WorldCat: E39PBJqvYXppdc8phJkvc39kXd